# Dan Dediu
Dan Dediu (født 16. marts 1967 i Brăila, Rumænien) er en rumænsk komponist.
Dediu gik i perioden 1981 til 1985 på det såkaldte George Enesco Musikgymnasium i Bukarest og studerede derefter komposition indtil 1989 ved Universitatea Naţională de Muzică Bucureşti hos Ștefan Niculescu og Dan Constantinescu. Han fuldførte sin uddannelse hos Francis Burt ved Universität für Musik und darstellende Kunst Wien. I 1991 vandt han førsteprisen ved den internationale komponistkonkurrence George Enescu. Fra 1992 til 1995 tog han en Ph.D.-grad i musikvidenskab ved musikuniversitetet, hvor han senere i 1998 blev professor i komposition. Ved siden af underviste han fra 1994 ved Queen's University of Belfast og bestod i samme år et kursus i musikinformatik ved IRCAM Paris hos Tristan Murail, Philippe Manoury og Jean-Baptiste Barriere. I 1999 og 2001 var han kunstnerisk leder for festivalen for samtidig musik i Bukarest. Med kammeroperaen "Münchhausen – Herr der Lügen" vandt han førsteprisen i den fjerde Neuköllner Operakonkurrence (UA 2002 Neuköllner Oper Berlin, libretto: Holger Siemann, dirigent: Hans-Peter Kirchberg). I 2005/2006 var han stipendiat til Internationales Künstlerhaus Villa Concordia i Bamberg.
Fra 2010 er han rektor for Musikuniversitetet i Bukarest.

## Værker
- Arachné for klarinet og klangprocessor, 1992
- Post-fictiunea, dramma giocoso Kammeropera, 1996
- Chansons gotiques for saxofon og orkester, 1997 – 98
- Choralvorspiele des Schreiseins for violin og orgel, 1998
- Trauermusik für Ernst A. Ekker, 2000
- Frenesia for orkester, 2000
- Spaima for fløjteorkester, 2000
- Tanzt die Orange for sopran og bratsch, 2001
- Mantrana for kammerorkester, 2001
- II. Kantate for mezzosopran, kor og orkester, 2002
- Münchhausen, Herr der Lügen, kammeropera,2002
- Scorbura for fire fagotter og to kontrafagotter, 2003
- Grana for orkester, 2003
- Verva for orkester, 2003
- Perla for 5 stemmig vokalensemble